# New York Liberty 2013
La stagione 2013 delle New York Liberty fu la 17ª nella WNBA per la franchigia.
Le New York Liberty arrivarono quinte nella Eastern Conference con un record di 11-23, non qualificandosi per i play-off.

## Roster
| N° | Naz.                   | Ruolo | Sportivo             | Anno | Alt. | Peso |
| -- | ---------------------- | ----- | -------------------- | ---- | ---- | ---- |
| 1  | Stati Uniti (bandiera) | A     | DeLisha Milton-Jones | 1974 | 185  | 84   |
| 3  | Stati Uniti (bandiera) | AC    | Kelsey Bone          | 1991 | 193  | 98   |
| 4  | Stati Uniti (bandiera) | G     | Kamiko Williams      | 1991 | 180  | 72   |
| 5  | Stati Uniti (bandiera) | G     | Leilani Mitchell     | 1985 | 165  | 59   |
| 7  | Stati Uniti (bandiera) | C     | Avery Warley         | 1987 | 191  | 92   |
| 12 | Stati Uniti (bandiera) | G     | Samantha Prahalis    | 1990 | 170  | 60   |
| 15 | Stati Uniti (bandiera) | A     | Toni Young           | 1991 | 183  | 71   |
| 17 | Stati Uniti (bandiera) | GA    | Essence Carson       | 1986 | 183  | 75   |
| 21 | Stati Uniti (bandiera) | GA    | Alex Montgomery      | 1988 | 185  | 84   |
| 23 | Stati Uniti (bandiera) | G     | Cappie Pondexter     | 1983 | 175  | 73   |
| 28 | Stati Uniti (bandiera) | G     | Chucky Jeffery       | 1991 | 178  |      |
| 30 | Stati Uniti (bandiera) | G     | Katie Smith          | 1974 | 180  | 79   |
| 33 | Stati Uniti (bandiera) | A     | Plenette Pierson     | 1981 | 188  | 81   |
| 45 | Stati Uniti (bandiera) | AC    | Kara Braxton         | 1983 | 198  | 102  |

## Staff tecnico
- Allenatore: Bill Laimbeer
- Vice-allenatori: Barbara Farris, Taj McWilliams, Tamika Whitmore
- Preparatore atletico: Laura Ramus
- Preparatore fisico: Kevin Duffy